# Psoralea trinervata
Psoralea trinervata là một loài thực vật có hoa trong họ Đậu. Loài này được (Rydb.) Standl. miêu tả khoa học đầu tiên.